# Onychelus dentatus
Onychelus dentatus är en mångfotingart som beskrevs av Cook 1911. Onychelus dentatus ingår i släktet Onychelus och familjen Atopetholidae. Inga underarter finns listade i Catalogue of Life.